# Parque Nacional Yoho

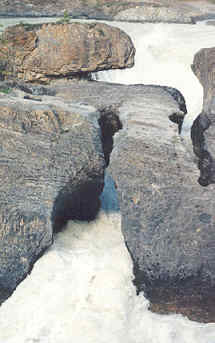
Ponte Natural

O Parque Nacional Yoho é um parque nacional canadense localizado nas Montanhas Rochosas que faz divisa com outros dois parques nacionais, o Kootenay, a sul, e o Banff, a leste. O parque cobre uma área de 1.313 km², tem várias quedas de água e possui mais de 28 picos com mais de 3.000 metros de altitude. O nome Yoho vem do povo indígena Cree e significa "temor e maravilha".
Em 1984 o parque foi declarado patrimônio mundial pela UNESCO juntamente com outros três parques canadenses das Montanhas Rochosas: Banff, Jasper e Kootenay.